# مساواة قانونية

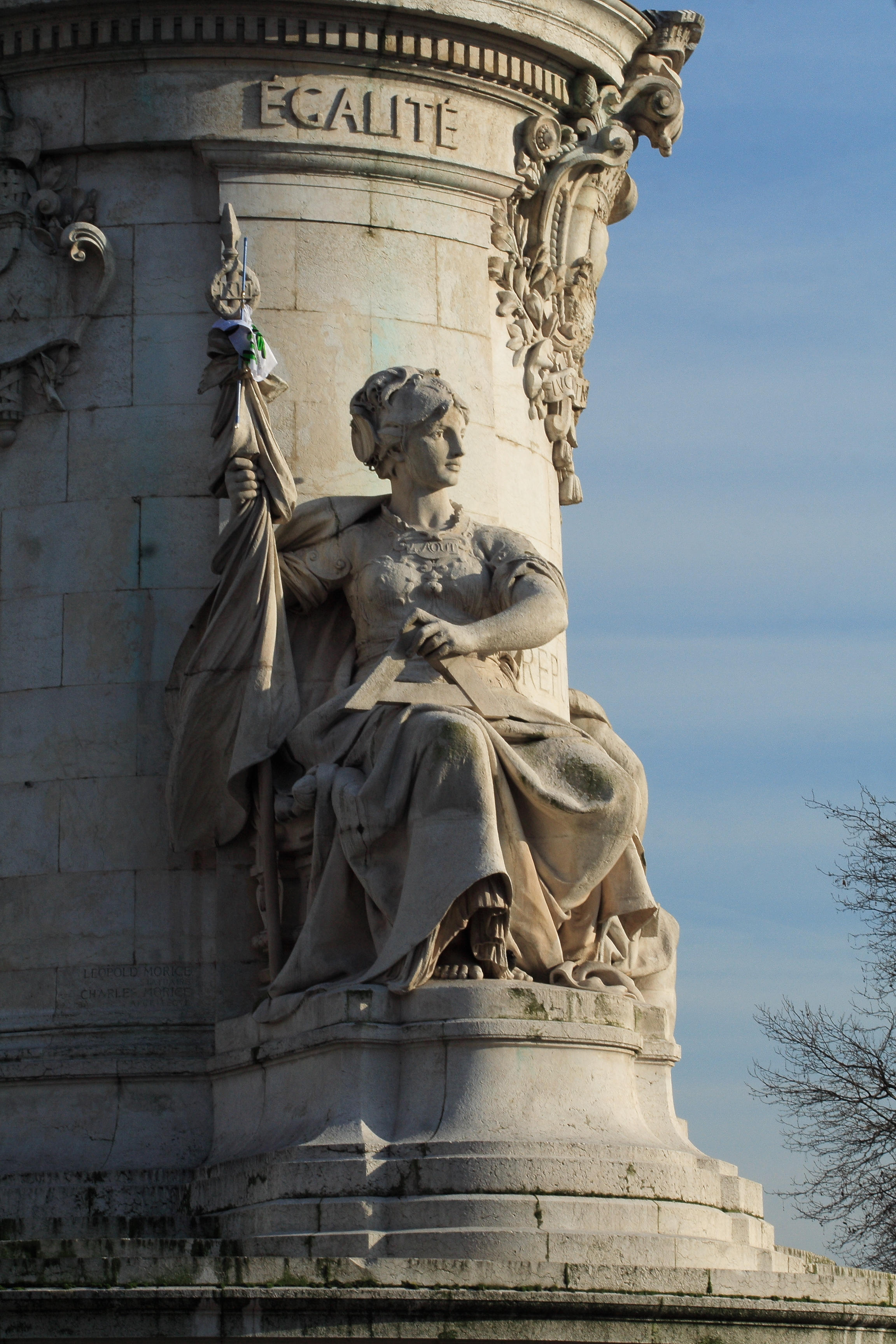
تمثال المساواة، باريس. أمثولة للمساواة

المساواة أمام القانون المعروف أيضًا باسم المساواة القانونية، هو مبدأ يخضع بموجبه جميع الأفراد لقوانين العدالة ذاتها (محاكمات ملائمة) الجميع سواسية أمام القانون.
وتنص المادة السابعة من الإعلان العالمي لحقوق الإنسان على أن «كل الناس سواسية أمام القانون ولهم الحق في التمتع بحماية متكافئة عنه دون أية تفرقة، كما أن لهم جميعًا الحق في حماية متساوية ضد أي تميز يخل بهذا الإعلان وضد أي تحريض على تمييز كهذا.»
ووفقًا للأمم المتحدة، يعتبر هذا المبدأ على وجه التحديد في غاية الأهمية للأقليات والفقراء.
وبالتالي، يحب أن يعامل القانون والقضاة كل فرد من خلال القوانين ذاتها بغض النظر عن النوع، أو العرق، أو الدين، أو الحالة الاجتماعية والاقتصادية إلخ، دون تمييز.
وتعد المساواة أمام القانون إحدى المبادئ الأساسية لليبرالية الكلاسيكية.

## معلومات تاريخية
في خطبته التأبينية المشهورة عام 431 قبل الميلاد، ناقش القائد الأثيني بريكليس هذا المفهوم. وقد يعد هذا أول مثال معروف لهذا المفهوم.
«إذا نظرنا إلى القوانين، فإننا ندرك أنها تضمن عدالة متساوية للجميع بغض النظر عن اختلافاتهم الخاصة، ولولا المكانات الاجتماعية، لكان التقدم في الحياة العامة يعتمد على القدرة دون أن تتدخل الاعتبارات الطبقية في التقدير ودون أن يعوقه الفقر أيضًا»

## الليبرالية الكلاسيكية
تنادي الليبرالية الكلاسيكية بالمساواة أمام القانون وليس إلى المساواة في الحكم. وتعارض الليبرالية الكلاسيكية السعي وراء حقوق الجماعة على حساب حقوق الفرد.

## النسوية
تنادي الحركات النسائية بالمساواة أمام القانون بغض النظر عن النوع.
ومع ذلك في عام 1988 كتبت الرئيسة السابقة للمحكمة العليا، القاضية روث بادر غينسبرغ: «لا يمكن لتعميم طبيعة الرجال والنساء أن ترشدني على نحوٍ موثوق فيه إلى اتخاذ قراراتٍ بخصوص أفرادٍ بعينهم». في أحد مشاريع حقوق المرأة التابع للاتحاد الأمريكي للحريات المدنية (ACLU) عام 1970، طعنت غينسبرغ في القوانين التي توفر فوائد الخدمة الصحية لزوجات العسكريين من الرجال ولا توفرها لأزواج العسكريين من النساء، والتي منعت النساء أيضًا من ممارسة أعمال معينة مثل إدارة الحانات بمفردها.
ومع ذلك، تعارض بعض الحركات النسائية الراديكالية المساواة أمام القانون لأنها من وجهة نظرهم تبقي على الوضع الضعيف للضعفاء.

## نبراسكا
تتخذ ولاية نبراسكا من عبارة «المساواة أمام القانون» شعارًا لها، كما تظهر العبارة أيضًا على ختم الولاية.

## قانون قتل الآباء
تم اعتبار المادة 200 الخاصة بعقوبة قتل الآباء في القانون الجنائي لليابان غير دستورية نتيجة لانتهاكها لمبدأ المساواة أمام القانون، وقد أصدرت المحكمة العليا لليابان حكمًا بعدم دستورية المادة في عام 1973 كنتيجة للمحاكمة التي أُجريت في قضية جريمة قتل الأب على يد ابنته في توتشيغي باليابان.